# Barzhūk
Barzhūk (persiska: برژوک) är en ort i Iran.   Den ligger i provinsen Västazarbaijan, i den nordvästra delen av landet, 700 km nordväst om huvudstaden Teheran. Barzhūk ligger 2 179 meter över havet och antalet invånare är 308.
Terrängen runt Barzhūk är kuperad åt sydväst, men åt nordost är den bergig. Barzhūk ligger nere i en dal som går i öst-västlig riktning. Runt Barzhūk är det ganska tätbefolkat, med 75 invånare per kvadratkilometer. Närmaste större samhälle är Balajūk, 18,7 km sydväst om Barzhūk. Trakten runt Barzhūk består i huvudsak av gräsmarker.